# Устинович, Владимир Викторович
Владимир Викторович Устинович (род. 27 февраля 1999) — белорусский игрок в пляжный футбол. Выступает за сборную Беларуси.

## Биография
Воспитанник СДЮШОР (Кировск). Играл за любительский клуб «Волат Капитал» в Минске в 2018 году. В дальнейшем переключился на пляжный футбол, где на клубном уровне выступал за российские и белорусские команды. Начал карьеру в 2020 году в составе «Кронштадт-Променад». В дальнейшем выступал за Центр олимпийского резерва, «Пантеры» и «Строгино».
В составе сборной Беларуси дебютировал в 2021 году на турнире Inter Cup. Участник трёх чемпионатов мира (2021, 2024 и 2025). Бронзовый призёр Евролиги 2024 года.

## Достижения
- Чемпион Беларуси: 2022[4], 2023[5], 2024[6]
- Лучший вратарь чемпионата Беларуси: 2022[4], 2023[5], 2024[6]
- Победитель Кубка Беларуси: 2020[7]
- Лучший вратарь Кубка Беларуси: 2020[7]
- Бронзовый призёр Евролиги: 2024[8]
- Серебряный призёр чемпионата мира: 2025.